# قلعات
 قلعات نام روستایی است از توابع شهرستان العامرات ( ولایة العامرات ) یکی از شهرستان‌های استان مسقط در کشور پادشاهی عمان. مساحت این روستا در حدود ۳۳ کیلومتر مربع می‌باشد، و در ۱۵ کیلومتری روستای طیوی از ناحیه شمال قرار دارد.

## جمعیت
دارای ۳۶ خانوار و در حدود ۲۷۵ نفر جمعیت می‌باشند که از اهل سنت و مالکی مذهب هستند. شغل عمدهٔ مردم روستا کشاورزی و ماهی گیری است. بعضی از مردم نیز دام خانه‌ای نیز دارند.

## پیشهٔ
پیشهٔ مردم این روستا کشاورزی است وباغ‌های مرکبات و نخل خرما در روستا فراوان است. ومنتوجات مختلف کشاورزی مانند: انار، پرتقال، نارنگی، لیمو ترش، لیمو شیرین، نارنج، باضافه خربزه، خیار، هندوانه، انبه، نخل خرما، گوآوا، لوز، بادام، پاپای، موز، خیار و دیگر درخت‌های صیفی وشتوی می‌کارند.